# Flip van Doorn
Flip van Doorn (Zeist, 30 oktober 1967) is een Nederlands journalist en schrijver.
Na de afronding van zijn vwo-opleiding in 1986 aan het Comenius College in Hilversum werd Van Doorn reisbegeleider bij Sindbad Reizen, een pionierende reisorganisatie op fiets- en wandelgebied. Ook was hij eindredacteur van SMM en redacteur van Z-Magazine, de daklozenkrant van Amsterdam.
Als wandelaar en fietser deed Van Doorn verslag van zijn ontdekkingen tijdens zijn reizen door de wereld. Vanaf 2002 legde hij zich als schrijver van reisverhalen toe op Nederland als toeristische bestemming. Van Doorn publiceert voor kranten als het Algemeen Dagblad (Reiswereld) en Trouw. In Trouw droeg hij bij aan de wekelijkse rubriek 'Het Mooiste Nederland' over wandel- en fietstochten.
Ook publiceerde hij in De Standaard en tijdschriften als Plus Magazine, FietsActief, De Kleine Aarde en Toeractief (ANWB).

## Wandelen, fietsen en reizen
In 2005 verscheen Nederland – 1000 Plekken die je echt gezien moet hebben. De gids met 1000 plekken was het Nederlandse antwoord op de wereldomspannende reisgids van Patricia Schultz. Later werkte Van Doorn mee aan deelgidsen met tweehonderd plekken op De Veluwe, in Friesland, Zuid-Limburg en Drenthe. In het tweedelige Fietsen Rond de Wereld in Nederland dat hij maakte met Piet Hermans worden fietsers geleid langs onverwachte plekken in Nederland. Daarbij komt de reiziger langs ‘wereldplekken’ die ook in het buitenland te vinden zijn met namen van plaatsen, dorpen, gehuchten en natuurgebieden als Bethlehem, Spitsbergen, de Sahara, De Tafelberg en Zurich.
Tussen 2015 en 2019 leverde hij tekstbijdragen aan een drietal wandelgidsen voor wandelorganisatie Wandelnet.
Als schrijver van non-fictie debuteerde hij in 2017 met De eerste wandelaar – In de voetsporen van een wandelende dominee over de opkomst van het wandeltoerisme. Van Doorn trad daarmee in de voetsporen van zijn verre oudoom Jacobus Craandijk, die aan het einde van de 19e eeuw zijn tientallen voettochten door Nederland beschreef. In 2018 verscheen Een verzonnen koninkrijk - Het verhaal van onze nationale mythe met de neerslag van tientallen reizen die Flip van Doorn kriskras door Nederland maakte, op zoek naar de waarheid achter verhalen die de geschiedenis van Nederland kleuren. In 2021 werd zijn boek De Friezen – Een geschiedenis door de recensenten van het geschiedenisprogramma OVT verkozen tot Boek van de Maand. In de vorm van een persoonlijke zoektocht gaat Van Doorn terug naar zijn roots in Friesland en onderzoekt hij de Friese identiteit.

## Bestseller 60
| Boeken met noteringen in de Nederlandse Bestseller 60 | Jaar van verschijnen | Datum van binnenkomst | Hoogste positie | Aantal weken | Opmerkingen |
| ----------------------------------------------------- | -------------------- | --------------------- | --------------- | ------------ | ----------- |
| De Friezen                                            | 2021                 | 24-03-2021            | 37              | 4            |             |